# کاسنی گرسنه
کاسنیِ گُرسنه (انگلیسی: Symphyotrichum lateriflorum) گونه‌ای از گیاهان گلدار از تیره کاسنیان است.
این گیاه بومی شرق و مرکز آمریکای شمالی است. این گیاه چندساله و علفی است که ارتفاع آن تا ۱۲۰ سانتی‌متر (۴ فوت) و عرض آن تا ۳۰ سانتی‌متر (۱ فوت) می‌رسد. گل‌های کاسنی گرسنه در مقایسه با اکثر گونه‌های سمفیوتریکوم کوچک هستند. آنها به‌طور متوسط ۷ تا ۱۵ گلچه کوتاه پرتویی سفید دارند که به ندرت رنگشان صورتی یا بنفش است.
مراکز گل که از گلچه‌های دیسکی تشکیل شده‌اند، به صورت کرم تا زرد شروع می‌شوند و با بالغ شدن، اغلب صورتی، بنفش یا قهوه‌ای می‌شوند. تقریباً ۸ تا ۱۶ گلچه دیسکی وجود دارد که هر کدام دارای پنج لوب است که در هنگام باز شدن تا اندازه زیادی به سمت عقب خم می‌شوند. برگ‌های کاسنی گرسنه عمدتاً بدون کرک و دارای یک نوار میانی کرکدار در پشت صورت خود هستند و انشعاب معمولاً افقی یا به شکل زیگزاگی است. سر گل‌ها در امتداد یک طرف شاخه‌ها و گاهی به صورت خوشه‌ای در انتها رشد می‌کنند.
کاسنی گرسنه گونه‌ای امن از نظر حفاظتی است و در زیستگاه‌های مختلف رشد می‌کند. این گیاه را می‌توان در اکثر مناطق شرقی و مرکزی ایالات متحده و کانادا یافت. همچنین یک جمعیت بومی از آن در ایالت وراکروز مکزیک وجود دارد. گل‌های اواخر تابستان و پاییزی آن توسط گرده‌افشان‌های کوچک و حشرات جوینده شهد مانند شیرین‌زنبوران ، زنبورهای معدنچی و مگس‌های گلزار مورد بازدید قرار می‌گیرند. علاوه بر این که به‌طور طبیعی در چندین واریته وجود دارد، S. lateriflorum دارای ارقام متعددی است و برای حداقل ۲۵۰ سال در اروپا رشد کرده‌است. برخی از ارقام امروزی عبارتند از «بلیک بت»، «بانوی سیاه‌پوش» و «پرنس». بومیان آمریکایی از آن به عنوان یک گیاه دارویی استفاده می‌کردند.